# Божидар Ковачевић (сликар)
Божидар Божа Ковачевић (Борова Глава на Златибору 1934 — Београд, 26. новембар 2010) је био српски сликар.

## Биографија
Божидар Ковачевић је рођен 27. октобра 1934. године на Боровој Глави на Златибору. Основну школу похађао је у Доброселици, а гимназију у Ужицу, Београду и Крушевцу. Крајем педесетих година прошлог века студирао је на Академији ликовних уметности, а дипломирао је 1961. године. Постдипломске студије завршио код Ђорђа Андрејевића Куна и Љубице Цуце Сокић. Почетком шездесетих одлази у Париз на усавршавање (1962. до 1964). Неко време боравио је у Њујорку где је (током 1965. и 1966.) године имао четири велике групне међународне изложбе. Током осамдесетих година самостално је излагао у Каиру (1980), Франкфурту (1981) и Минхену (1982. и 1984). Како се почетком осамдесетих определио за пејзаже, на његовим сликама доминирају предели Златибора, Дунава, Ђердапа, Боке Которске, Далмације и других места. У родном месту 1981. године подиже своју галерију, по којој је био познат, (мали „уметнички град"). На том простору од око 900 m², испуњених аутетничном златиборском архитектуром, налазе се изложбени и радни простори.